# SN 2007ht
SN 2007ht – supernowa typu Ia odkryta 2 września 2007 roku w galaktyce A003433-0113. W momencie odkrycia miała maksymalną jasność 19,20m.